# Ĳssel

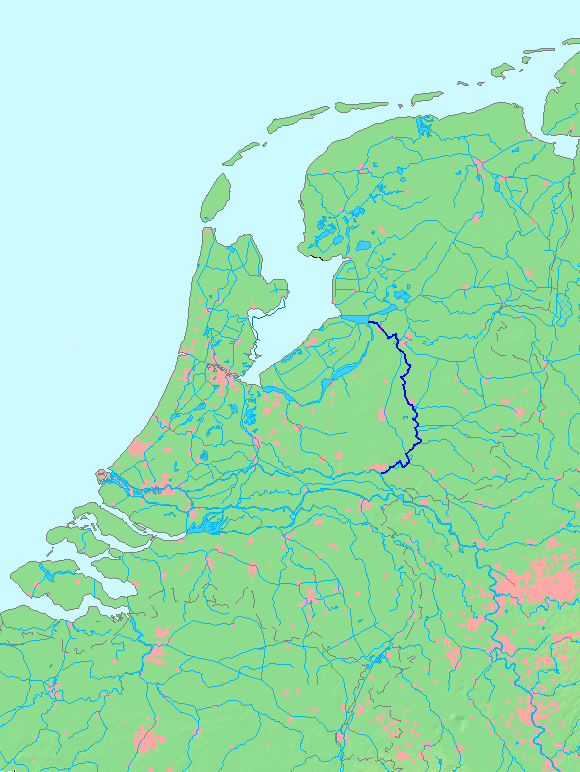
Karta med IJssel markerat i mörkblått

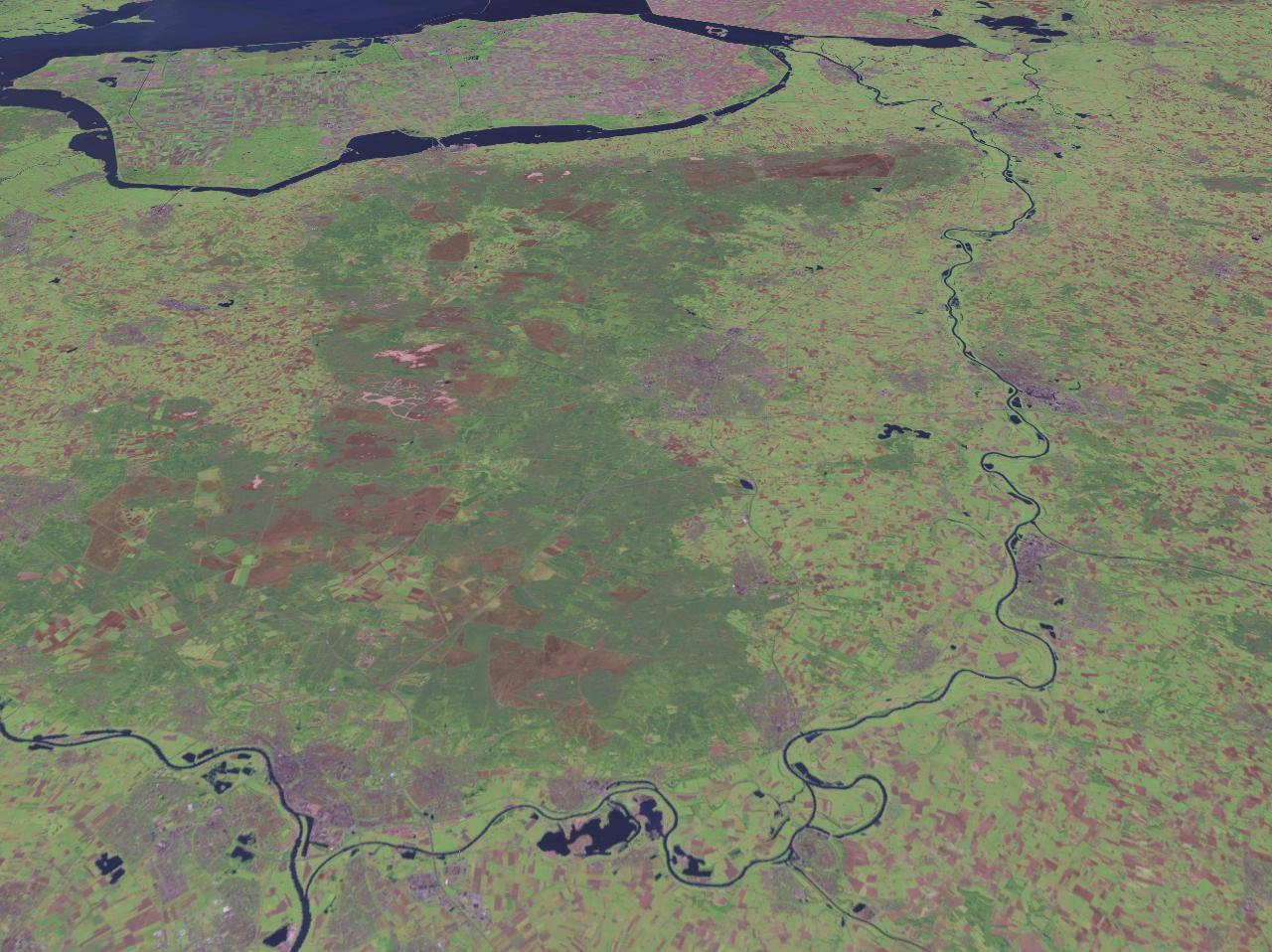
Satellitbild över flodlopper till IJssel.

IJssel är en flod i Nederländerna. Med IJssel menas Gelderse IJssel, inte att förväxlas med floden Hollandse IJssel som ligger öster om Rotterdam.
IJssel är en gren från Rhen, vid Westervoort öster om Arnhem. Floden strömmar i nordöstlig riktning och mynnar ut i IJsselmeer via Ketelmeer. Längden är omkring 125 kilometer.
De viktigaste orterna vid floden är Zutphen, Deventer och Kampen. Zwolle ligger inte vid huvudfloden, men till en sidoflod, men räknas ofta som en IJssel-stad. Historiska tätorter vid floden är Doesburg och Hattem.
Mellan Deventer till Hattem utgör floden gräns mellan provinserna Gelderland och Overijssel, medan huvuddelen av älvloppet ligger på Overijsselgrunden. Över Kampen och den lilla orten IJsselmuiden formar floden ett litet delta av sidogrenar, som dock alla är uppdammade.
Namnet IJssel skrivs med versalt I och J, då detta på nederländska ses som en enkel bokstav (som kommer från bokstaven Y).

## Historia
Floden uppstod runt 12 f.Kr. då den romerska fältherren Neo Claudius Drusus gjorde en förbindelse mellan Rhen och den Gamla IJssel genom en kanal som kallades Fossa Drusiana. Detta är idag startdelen för IJssel. Romarna byggde denna kanal eftersom de ville flytta landets gräns från Rhen till Elbe, något de dock inte lyckades med. De ville använda Fossa Drusiana för att kunna nå Flevo Lactus (insjö där Flevoland ligger idag) och IJsselmeer genom sjövägen.
Övre delen av floden var från början De Oude IJssel (den gamla IJssel), som idag är en sidogren som mynnar ut i IJssel.
Då 13 nederländska städer blev med i hansan på 1400-talet fick IJssel en viktig roll på dessa hansaturer. Idag kan man följa hansaturen vid IJssel till fots eller med cykel.
IJssel spelar än idag en viktig roll som transportväg, där de karaktäristiska flodbåtarna används.

## Veluwerally
Varje år, den sista söndagen i september, hålls Veluwerally på floden IJssel, där några hundra deltagare kunkurrerar med kanoter. Man startar vid Rhederlaag (vid Giesbeek) och paddlar senare till Doesburg (35 kilometer), Deventer (50 kilometer) eller Kampen (100 kilometer).